# 170

## Události

#### Probíhající události
- 165–180: Antoninský mor

## Vědy a umění
- vytvořena Ptolemaiova mapa světa

## Narození
- asi Domitius Ulpianus, římský právník († 228 zavražděn)

## Hlavy států
- Papež – Soter (166/167–174/175)
- Římská říše – Marcus Aurelius (161–180)
- Parthská říše – Vologaisés IV. (147/148–191/192)
- Kušánská říše – Huviška (151–190)
- Čína, dynastie Chan (206 př. n. l. – 220 n. l.)